# Piotr Natanek
Piotr Natanek (ur. 11 grudnia 1960 w Makowie Podhalańskim) – polski prezbiter rzymskokatolicki archidiecezji krakowskiej, kaznodzieja, doktor nauk teologicznych, doktor habilitowany nauk humanistycznych, nauczyciel akademicki (od 1986 był wykładowcą Papieskiej Akademii Teologicznej w Krakowie), a także założyciel Rycerstwa Chrystusa Króla. Od 2011 objęty suspensą nałożoną przez metropolitę krakowskiego Stanisława Dziwisza, nie zaprzestał jednak działalności kapłańskiej.

## Życiorys
Pochodzi ze wsi Grzechynia. Po ukończeniu Wyższego Seminarium Duchownego Archidiecezji Krakowskiej przyjął 19 maja 1985 święcenia kapłańskie. Od 1986 roku związał się naukowo z Papieską Akademią Teologiczną w Krakowie, na której uzyskał stopień doktora nauk teologicznych (specjalność: teologia historyczna), a następnie objął funkcję adiunkta w Katedrze Historii Kościoła XIX i XX wieku na Wydziale Historii i Dziedzictwa Kulturowego tej uczelni. W 2004 uzyskał stopień doktora habilitowanego nauk humanistycznych w zakresie historii. Jest autorem kilkunastu książek, rozpraw naukowych i ponad 100 artykułów. Był wikarym i duszpasterzem w parafii św. Antoniego z Padwy w Krakowie.
W rodzinnej Grzechyni przeprowadził budowę Pustelni Niepokalanów. Powstała ona na gruntach rodzinnych duchownego i była wielokrotnie poszerzana o nabywane pobliskie działki. Zasadnicza jej część znajduje się na terenie gospodarstwa agroturystycznego, które przez wiele lat zarejestrowane było na Anastazję Natanek, matkę duchownego (ur. 1929, zm. 2020). Kobieta była tam wieloletnią gospodynią oraz członkinią rycerstwa Chrystusa Króla. Przy pomocy fundacji Społecznego Ruchu Zapotrzebowania Wiary z siedzibą w Norwegii, którego filią stała się pustelnia, uruchomił internetową telewizję ChristusVincit-TV, w której oprócz transmisji nabożeństw z pustelni nadawane są nagrania z wygłoszonych przez niego rekolekcji i katechez.
Jest jednym z głównych propagatorów i opiekunów ruchu dążącego do Intronizacji Chrystusa na „Króla Polski”.
W lutym 2010 opublikował „List otwarty do Biskupów Polskich, Prezydenta Rzeczpospolitej i Premiera Rządu Rzeczpospolitej”, w którym prosił i wzywał do uroczystego uznania Jezusa za Króla Polski, nawrócenia się i uznania nadrzędności „Prawa Bożego” nad prawem publicznym.
Wiosną 2011 stał się znany za sprawą zamieszczonego w Internecie jednego z jego kazań na temat okultyzmu i opętania przez szatana. Nagranie stało się przebojem wśród internautów – w serwisie YouTube w połowie czerwca 2011 miało ponad pół miliona odsłon. W kwietniu 2015 było to już prawie 2,5 miliona odsłon.

### Główne punkty nauczania ks. Natanka
- Przyjęcie Jezusa Chrystusa jako osobistego Pana i Króla przez wierzących.
- Wspólna intronizacja przez władze duchowne i świeckie Jezusa Chrystusa na duchowego króla Polski.
- Przywrócenie tabernakulum do centralnego miejsca w budynkach kościelnych.
- Jedynym godnym sposobem przystępowania do Komunii Świętej jest przyjmowanie jej na klęcząco i do ust.
- Udzielanie Komunii Świętej przez diakonów, akolitów i nadzwyczajnych szafarzy to świętokradztwo, w którym uczestniczą również wierni przyjmujący od nich Ciało Chrystusa[11][12][13].
- Piętnowanie współpracy osób duchownych z wolnomularstwem (masonerią).
- Upowszechnienie nabożeństw o uzdrowienie i uwolnienie.
- Wezwanie do modlitwy i postu o chlebie i wodzie.
- Zachęcanie do całonocnych adoracji Jezusa eucharystycznego.
- Akcentowanie roli prywatnych objawień w życiu Kościoła (np.: Don Ottavio Micheliniego, Marii Valtorty, św. Faustyny Kowalskiej, bł. Anny Katarzyny Emmerich, Agnieszki Jezierskiej).
- Ustanowienie nowych świąt kościelnych – Boga Ojca, Dwojga Serc Jezusa i Maryi.
- Przywrócenie uchylonych świąt kościelnych – Krwi Jezusa i innych.
- Ewangelizacja przez telewizję internetową oraz przez rozdawanie medalików podczas pielgrzymek (m.in. do Paryża, Ziemi Świętej, Brukseli, Berlina. Pielgrzymki organizowane są pod hasłem „Odbijamy Europę”)[14].

### Stanowisko biskupów
W związku z dużą ilością skarg, jakie wpływały do Krakowskiej Kurii Metropolitalnej, kardynał Stanisław Dziwisz powołał 3 lipca 2009 komisję teologiczną, której zadaniem było dokonanie oceny teologicznej treści publicznie głoszonych przez ks. Piotra Natanka. Komisja ta wyraziła się negatywnie o działaniu duszpasterza i stwierdziła liczne błędy teologiczne w głoszonym przez niego nauczaniu. W związku z tą opinią i na podstawie wizytacji kanonicznej w Pustelni Niepokalanów, metropolita krakowski ograniczył mu możliwości działania duszpasterskiego, nakazując między innymi zakończenie posługi duszpasterskiej prowadzonej w Pustelni Niepokalanów w Grzechyni oraz zabronił publicznych wystąpień i rozpowszechniania w jakiejkolwiek formie wystąpień nowych i archiwalnych.
Pomimo wielu zakazów i krytycznych wypowiedzi hierarchów kościelnych na jego temat, nadal prowadzi swoją działalność duszpasterską, m.in. krytykując komisje teologiczne. 23 maja 2011 r. arcybiskup krakowski z biskupami pomocniczymi wydali „Oświadczenie w sprawie działalności ks. Piotra Natanka”, w którym kolejny raz skrytykowano jego działalność oraz przestrzeżono wiernych przed jego poglądami. Biskupi stwierdzili, że włączanie się w działania ks. Natanka „może prowadzić do rozbicia kościelnej jedności, a nawet do oderwania się od wspólnoty wierzących”.

### Nałożenie kary suspensy
20 lipca 2011 metropolita krakowski, kard. Stanisław Dziwisz, nałożył na ks. Natanka karę suspensy, która zawiesza go w sprawowaniu funkcji kapłańskich i władzy rządzenia. Suspensa jest wynikiem nieposłuszeństwa ks. Natanka wobec swojego biskupa, kardynała Dziwisza, m.in. uporczywego niestosowania się do upomnień, niewywiązania się ze złożonych deklaracji, a także głoszenia poglądów niezgodnych z nauką Kościoła.
Mimo kary suspensy ks. Natanek sprawuje liturgię oraz publicznie wypowiedział posłuszeństwo kard. Dziwiszowi. Porównał się do ekskomunikowanego arcybiskupa Marcela Lefebvre’a i wyświęconych przez niego biskupów (z których ekskomunikę zdjął papież Benedykt XVI, jednak nadal pozostają w karze suspensy), a swoje nieposłuszeństwo względem kard. Dziwisza uzasadnił m.in. przekonaniem o jego kontaktach z masonerią. Sakrament Eucharystii sprawowany przez suspendowanego ks. Natanka jest ważny ex opere operato, chociaż sprawowany jest niegodziwie. Nie są natomiast ważne udzielane podczas spowiedzi rozgrzeszenia (z wyjątkiem bezpośredniego zagrożenia życia) oraz małżeństwa. Do ważności tych sakramentów konieczna jest jurysdykcja właściwego biskupa.
26 sierpnia 2011 solidarność z kard. Dziwiszem w podejmowanych przez niego krokach dyscyplinarnych wobec ks. Natanka wyraziła obradująca na Jasnej Górze Rada Biskupów Diecezjalnych Episkopatu Polski.
16 stycznia 2012 Rada Stała Episkopatu Polski po raz kolejny przestrzegła katolików przed gromadzeniem się wokół suspendowanego księdza i popieraniem głoszonych przez niego idei.

### Procesy sądowe i decyzja Powiatowego Inspektora Nadzoru Budowlanego
Od 2015 przeciwko ks. Natankowi toczą się dwa postępowania karne w sprawie rozbudowy Pustelni Niepokalanów w Grzechyni i budowy kościoła na terenach leśnych w Zawoi bez wymaganych zezwoleń. Prowadzone były w podobnych sprawach jeszcze dwa inne procesy, z których jeden zakończył się umorzeniem, a w drugim duchowny został skazany na rok więzienia w zawieszeniu na dwa lata i karę grzywny w wysokości 10 tys. zł. Po złożonej apelacji sąd złagodził wyrok zmniejszając karę grzywny do 1 tys. zł. Z czasem kapłanowi udało się zmienić przeznaczenie części gruntów na „tereny kultu”.
W lipcu 2020 Powiatowy Inspektor Nadzoru Budowlanego z Suchej Beskidzkiej nakazał ks. Natankowi rozbiórkę niemal wszystkich obiektów znajdujących się na terenie pustelni oraz wstrzymanie prac przy budowie kościoła w Zawoi. We wnioskach z nadzoru stwierdził on, że większość budynków jest w bardzo złym stanie technicznym i nie spełniają one norm bezpieczeństwa wymaganych przepisami prawa budowlanego. Zaznaczył też, że kościół w Zawoi budowany jest bez wymaganych zezwoleń na terenach leśnych.
Sprawy te zostały nagłośnione przez dziennikarzy Gazety Krakowskiej, która szeroko opisywała je na swoich łamach. Dnia 22 lipca 2020 ukazał się także reportaż interwencyjny o ks. Natanku i pustelni w Grzechyni. Materiał został wyemitowany w programie Alarm!, nadawanym przez TVP1. W materiale o stanie technicznym obiektów w pustelni wypowiadał się m.in. mgr inż. Maksymilian Głowacz, Powiatowy Inspektor Nadzoru Budowlanego, który wskazywał na rażące zaniechania przy zabudowie terenów w Grzechyni i Zawoi.
26 października 2023 r. Sąd Rejonowy w Suchej Beskidzkiej skazał Piotra Natanka na 10 miesięcy ograniczenia wolności, 20 tys. zł nawiązki na rzecz organizacji wspierającej leczenie niepłodności i ponad 3900 zł zwrotu kosztów procesowych za publiczną wypowiedź „Dziecko poczęte z probówki, poza Bogiem, jest produktem, a nie bytem. Nie istotą, jest zwierzęciem". Słowa te padły podczas mszy 4 kwietnia 2021 r. w Grzechyni, transmitowanej przez serwis YouTube, czym naruszył art. 212 § 2 kk. Proces odbywał się z oskarżenia prywatnego rodziców dzieci urodzonych metodą zapłodnienia in vitro. Po apelacji Sąd Okręgowy w Krakowie zmienił wyrok sądu pierwszej instancji w tej sprawie, wymierzając oskarżonemu 20 tys. zł grzywny oraz zasadzając 15 tys. zł nawiązki na Polski Czerwony Krzyż.